# Куликовская поселковая община (Черниговская область)
Куликовская поселковая общи́на (укр. Куликівська селищна громада) — территориальная община в Черниговском районе Черниговской области Украины. Административный центр — пгт Куликовка.
Население — 14 539 человек. Площадь — 861,8 км².
Количество учреждений, оказывающих первичную медицинскую помощь — 7.

## История
Куликовская поселковая община была создана 7 февраля 2017 года путём объединения Куликовского поселкового совета, Авдеевского, Бакланово-Муравейского, Вересочского, Вершиново-Муравейского, Выбливского, Горбовского, Грабовского, Дремайловского, Дроздовского, Жуковского, Кладьковского, Ковчинского, Орловского, Салтиково-Девичского, Хибаловского сельских советов Куликовского района. Община включила почти полностью (без Смолянского сельсовета) Куликовский район. 
17 июля 2020 года община вошла в состав нового Черниговского района.

## География
Община включает почти полностью (без Смолянского сельсовета) упразднённый Куликовский район — 91,3% территории и 91,8% населения. Община граничит с Олишевской, Ивановской, Березнянской, Менской, Комаровской, Вертиевской общинами. Реки: Десна, Вересочь, Быстрая (Деменка), Ледань, Лебедь.

## Населённые пункты
- пгт Куликовка
- Авдеевка
- Бакланова Муравейка
- Будище
- Вересочь
- Вершинова Муравейка
- Весёлое
- Выбли
- Глузды
- Горбово
- Грабовка
- Дремайловка
- Дроздовка
- Жуковка
- Кладьковка
- Ковчин
- Кошарище
- Орловка
- Пенязовка
- Салтыкова Девица
- Уборки
- Украинское
- Хибаловка